# Beelden aan Zee
Beelden aan Zee is een Nederlands kunstmuseum gevestigd in Scheveningen. Het is het enige Nederlandse museum dat zich uitsluitend met de beeldhouwkunst bezighoudt.
Het is gesticht in 1994 door het verzamelaarsechtpaar Theo Scholten (1927-2005) en Lida Miltenburg (1922). De aandacht gaat uit naar moderne, hedendaagse internationale sculptuur, vooral van na de Tweede Wereldoorlog. In de Grote Zaal zijn driemaal à viermaal per jaar wisselende tentoonstellingen te zien. Die kunnen thematisch opgezet zijn, per stroming of rond de persoon van een kunstenaar.
Jan Teeuwisse, directeur sinds 2002, werd in mei 2022 opgevolgd door Brigitte Bloksma.

## Het gebouw
Het museumgebouw is ontworpen door Wim Quist, onder het 'Paviljoen van Wied' dat Koning Willem I door stadsarchitect Adriaan Noordendorp liet bouwen voor zijn echtgenote. Bij de bouw van het museum heeft de gemeente Den Haag geëist dat het niet op het duin zichtbaar zou zijn. Het museum is dan ook geheel ondergronds gebouwd, met terrassen op het duin, die ook vanaf het strand niet zichtbaar zijn. Ook vanaf de boulevard is er niets van het museum te zien. Om dit te bewerkstelligen werd het duin aanzienlijk verhoogd, dit zeer tegen de zin van de bewoners landinwaarts, die hun zicht op zee kwijtraakten. Hun bezwaren werden door de gemeente Den Haag echter genegeerd. 
Toch is er veel lichtval in het museum, door het vele glaswerk in het dak. Vanuit de Zeezaal is er zicht op de zee, waarbij er niets te zien is van de boulevard, de pier of de andere drukte in Scheveningen. De toegang van het museum, aan de Harteveltstraat, een zijstraat van de Boulevard, is daardoor wat lastig te vinden.
De wanden van het museum zijn beton, met in elke plaat een schroefgat waaraan kleinere beelden bevestigd kunnen worden. De gaten met schroefdraad zaten er vanaf het begin in, omdat ze nodig waren om de platen te bevestigen voordat het beton ertussen gegoten werd, waardoor de wanden werden gevormd. De vloer is van een zandkleurige steen.

## Tom Otterness: SprookjesBeelden aan Zee
Op de boulevard is sinds 2004 een 24 uur per dag vrij toegankelijk beeldenpark van de Amerikaanse beeldhouwer Tom Otterness te zien. Deze SprookjesBeelden aan Zee zijn speciaal bedoeld voor de jongere museumbezoeker.

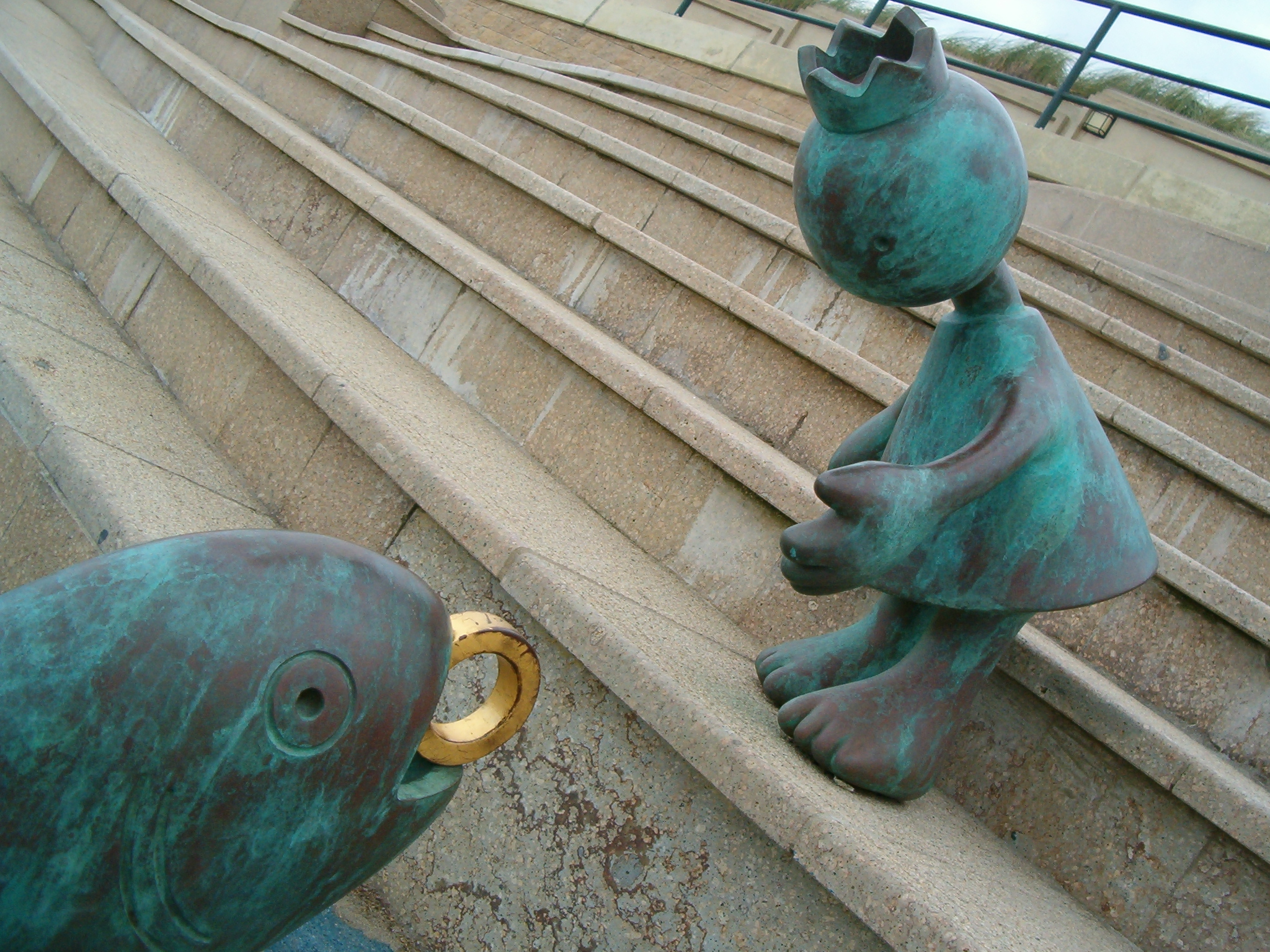
Queen with a Magic Fish
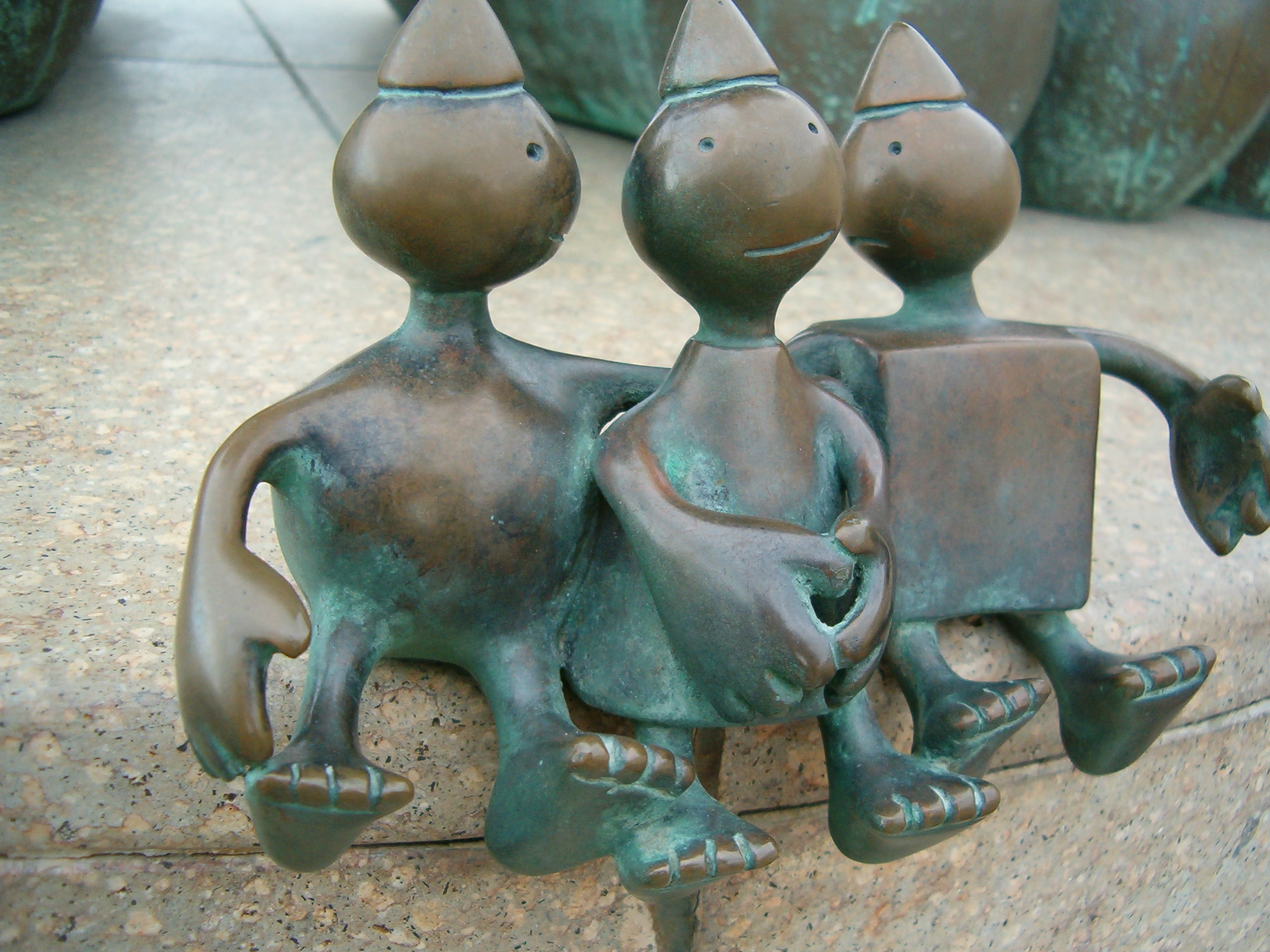
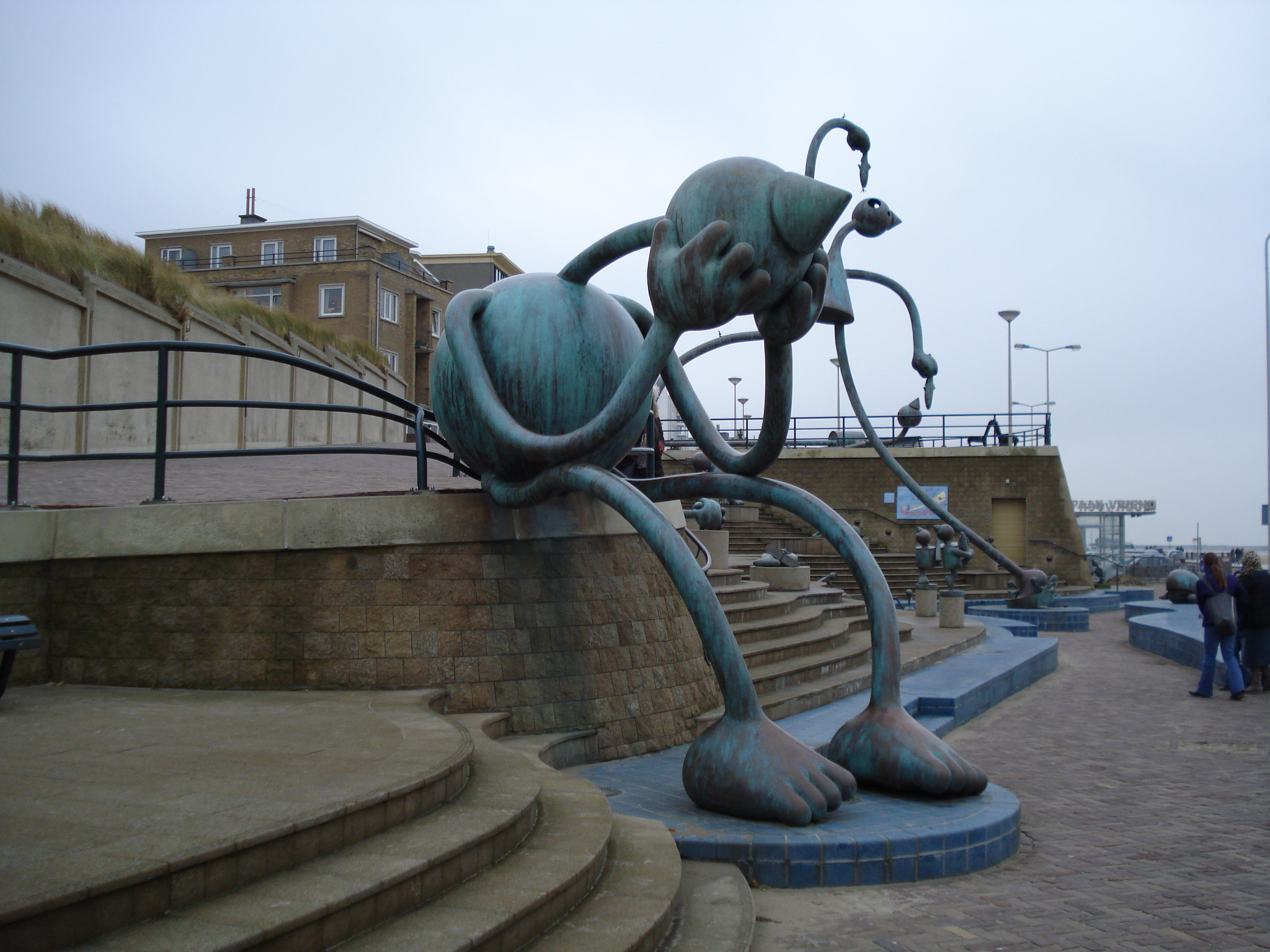
Huilende reus
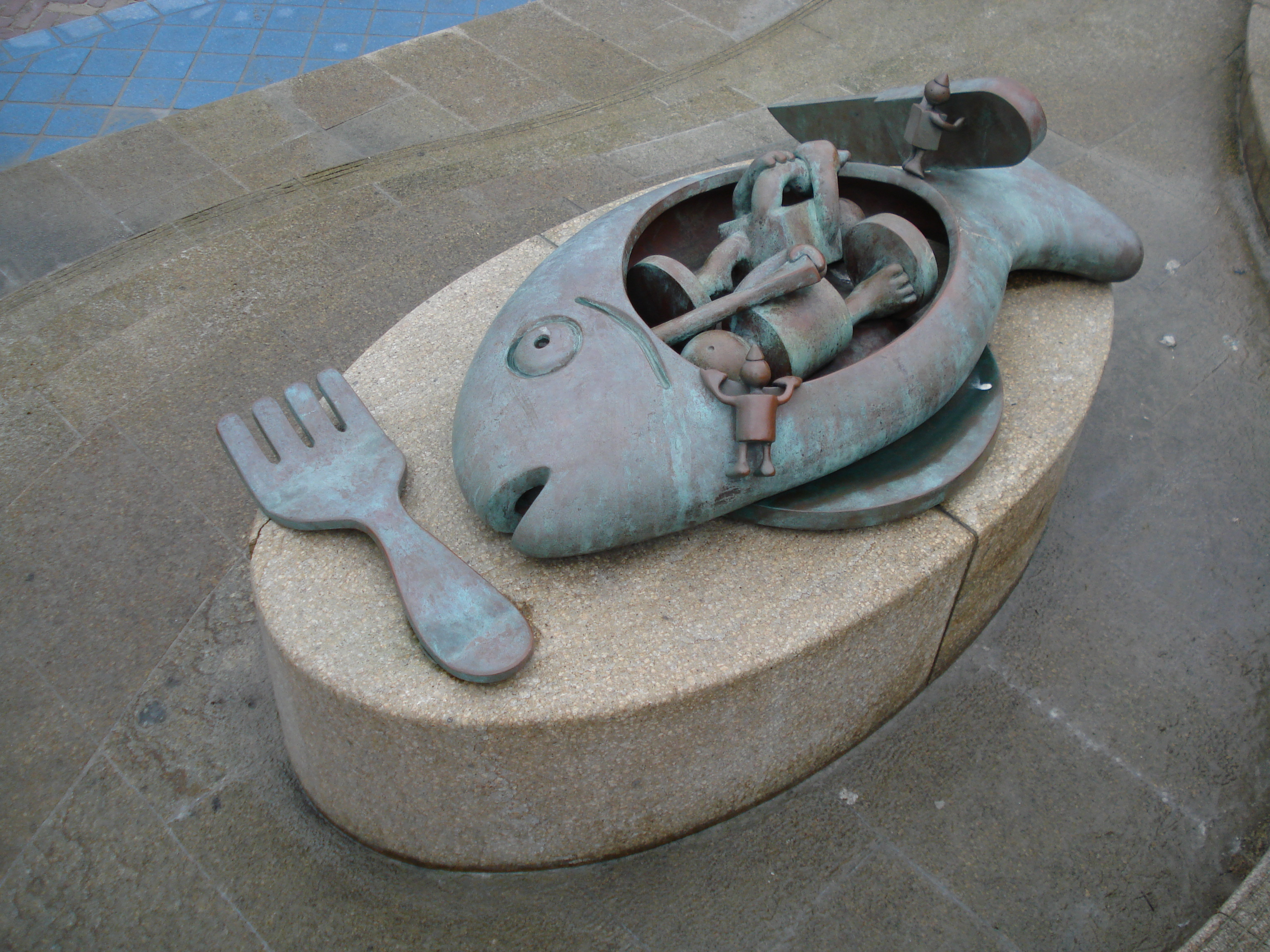
Het tinnen soldaatje
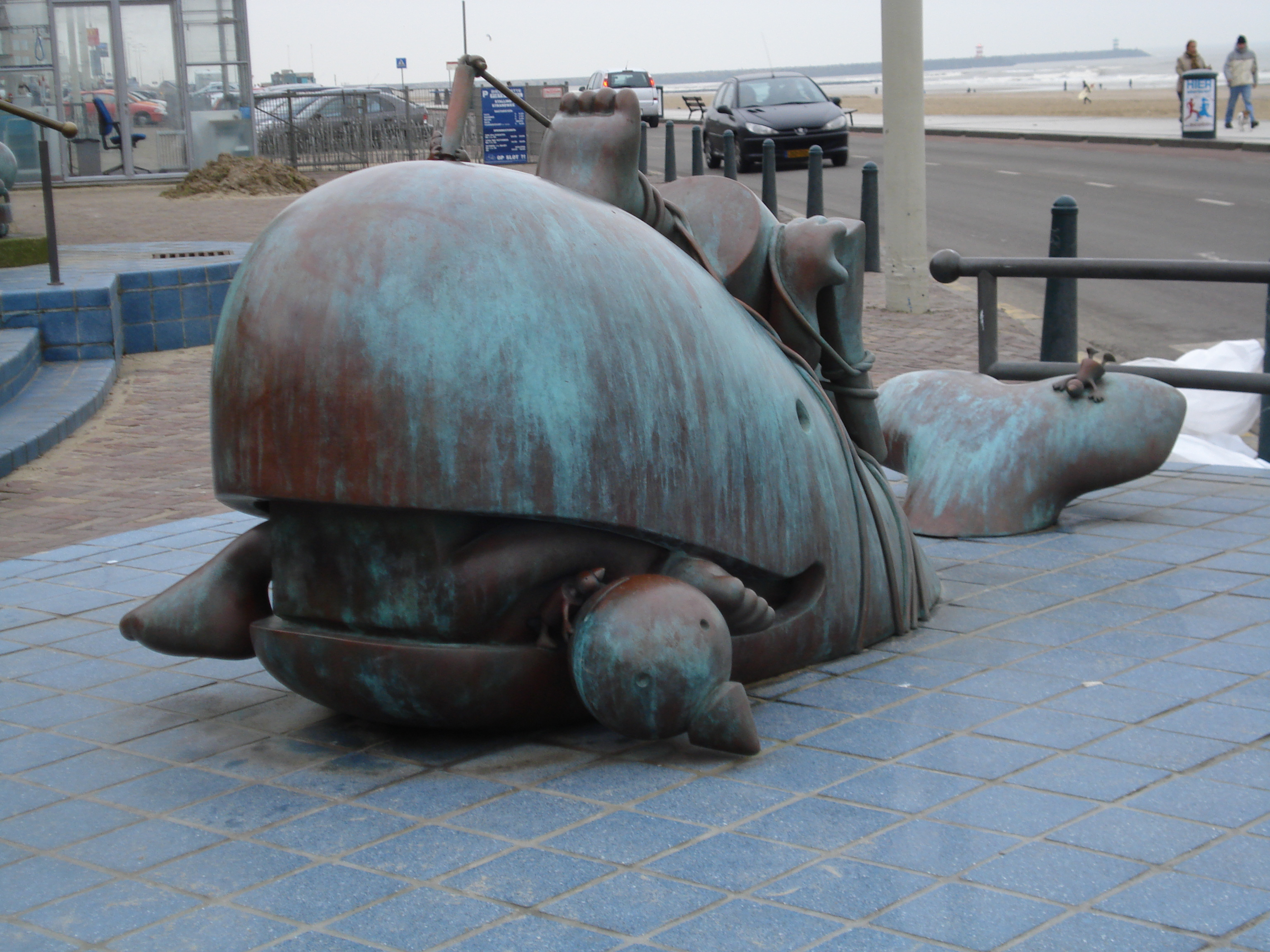
Moby Dick
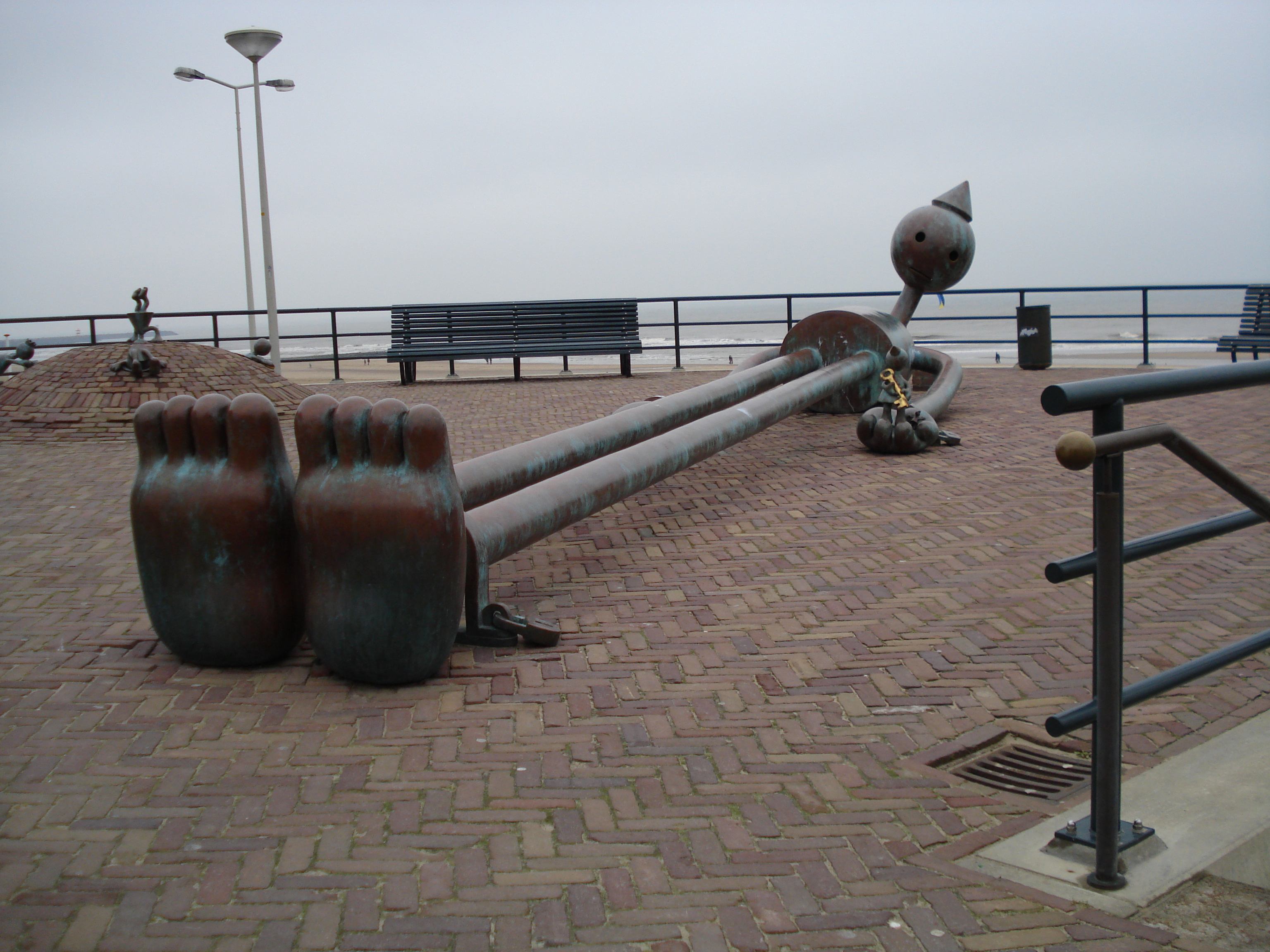
Gulliver
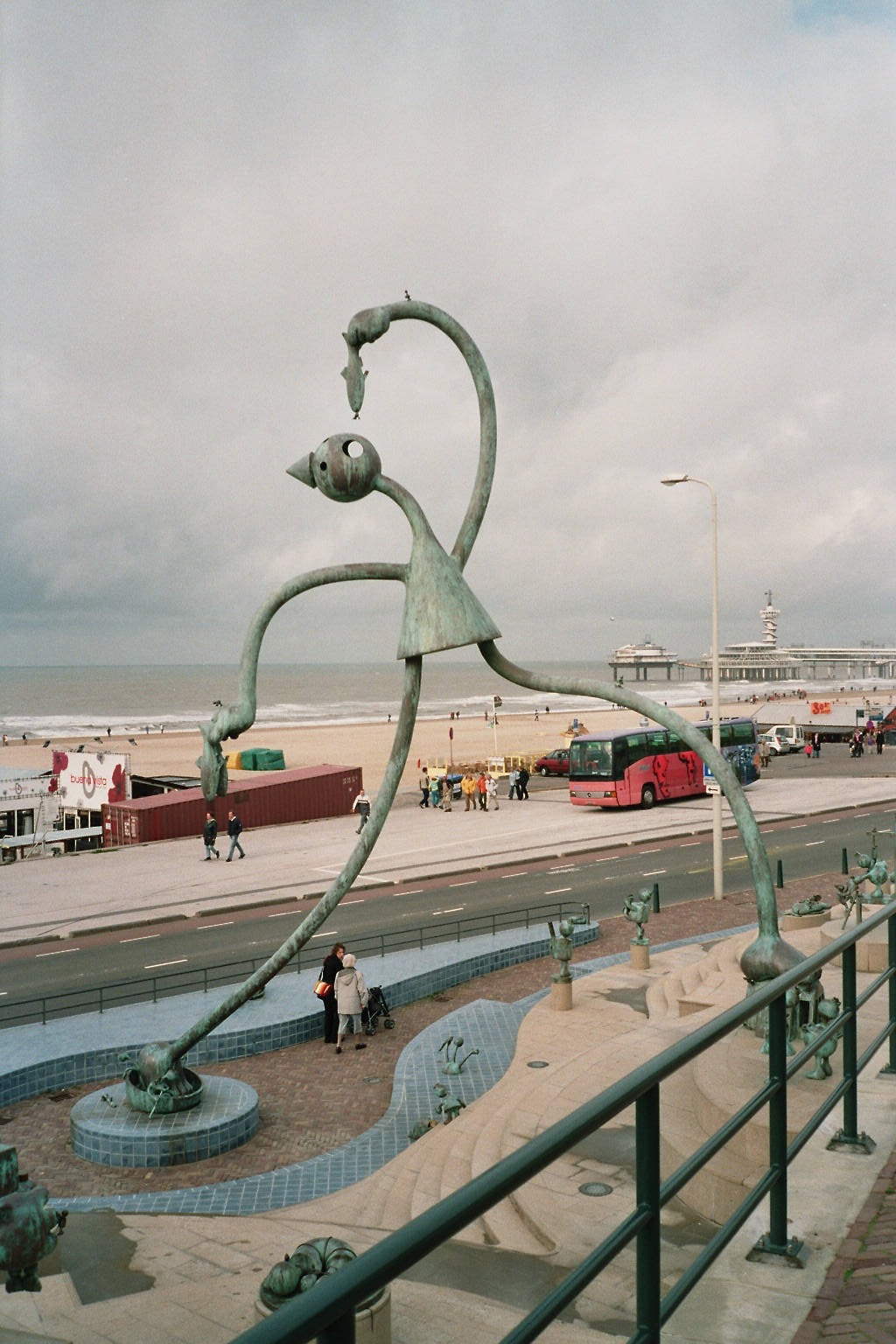
Haringeter

## Sculptuur Instituut
Het museumgebouw geeft sinds 2003 ook ruimte aan een onderzoeksinstituut voor moderne beeldhouwkunst, het Sculptuur Instituut. Dit enige onderzoekscentrum op het gebied van de beeldhouwkunst in Nederland is vrij toegankelijk via de hoofdingang van het museum.